# Paul Lynch (Filmregisseur)
Paul Lynch (* 11. Juni 1946 in Liverpool, England) ist ein britisch-kanadischer Regisseur. 

## Leben und Leistungen
Lynch wurde in Großbritannien geboren und zog 1960 nach Kanada. Er brach die Schule ab, zeichnete Zeitungs-Cartoons für den Toronto Star, arbeitete dann als Zeitungs-Fotograf und wandte sich schließlich der Filmregie zu. Sein erster Kinofilm war das Drama Weg ohne Ziel (1973). Danach drehte er den Slasher-Film Prom Night – Die Nacht des Schlächters mit Leslie Nielsen und Jamie Lee Curtis. In seiner in etwa 25-jährigen Berufslaufbahn führte Lynch bei circa 60 Projekten Regie und wechselte dabei zwischen Kinofilmen, Fernsehfilmen und Fernsehserien. 
Bei den Internationalen Filmfestspielen Berlin 1986 wurde er für Mania – American Tales of Terror für den Goldenen Bären nominiert. 
Gemini-Award-Nominierungen bekam er 1992, 1993 und 1995 für seine Regie in Der Preis der Schönheit, Top Cops und Robocop. 1999 gewann er beim New York International Independent Film & Video Festival für More to Love. 

## Filmografie (Auswahl)
Regie
- 1973: Weg ohne Ziel (The Hard Part Begins)
- 1980: Prom Night – Die Nacht des Schlächters (Prom Night) 1982  Humongous (Humongous)
- 1986: Träume werden wahr (Flying)
- 1985–1990: Bradburys Gruselkabinett (The Ray Bradbury Theater)
- 1986: Mania – American Tales of Terror (Mania)
- 1988: Hochzeitsfieber (Going to the Chapel)
- 1989: Mörderischer Trieb (She Knows Too Much)
- 1985–1989: Twilight Zone – Unbekannte Dimensionen (The Twilight Zone, Fernsehserie, 9 Folgen)
- 1989: Todesträume (Murder by Night)
- 1989: Agentin mal zwei (Double Your Pleasure)
- 1991: Dark Shadows (Fernsehserie, 1 Folge)
- 1991: Top Cops
- 1991: Der Preis der Schönheit (Drop Dead Gorgeous)
- 1987–1992: Raumschiff Enterprise: Das nächste Jahrhundert (Star Trek: The Next Generation, Fernsehserie, 5 Folgen)
- 1993: Combat Zone (Spenser: Ceremony)
- 1993: Star Trek: Deep Space Nine (Fernsehserie, 5 Folgen)
- 1994: Running Out – Countdown des Todes (No Contest)
- 1994: Robocop (RoboCop , Fernsehserie, 5 Folgen)
- 1997: Running out II – Der Countdown läuft weiter (No Contest II)
- 1996–1997: F/X: The Series (Fernsehserie, 8 Folgen)
- 1997–1998: Poltergeist – Die unheimliche Macht (Poltergeist: The Legacy, Fernsehserie, 4 Folgen)
- 1998–1999: Sliders – Das Tor in eine fremde Dimension (Sliders, Fernsehserie, 3 Folgen)
- 1999: More to Love
- 2000: Im Labyrinth der Angst (Frozen with Fear)
- 1999–2001: So Weird (Fernsehserie, 10 Folgen)
- 2004: The Keeper
- 2007: Savage Planet (Fernsehfilm)

Drehbuch
- 1989: In der Hitze der Nacht (In the Heat of the Night, Fernsehserie, 1 Folge)
- 1999: More to Love
- 2003: Detention – Die Lektion heißt Überleben! (Detention)